# Cinecittà

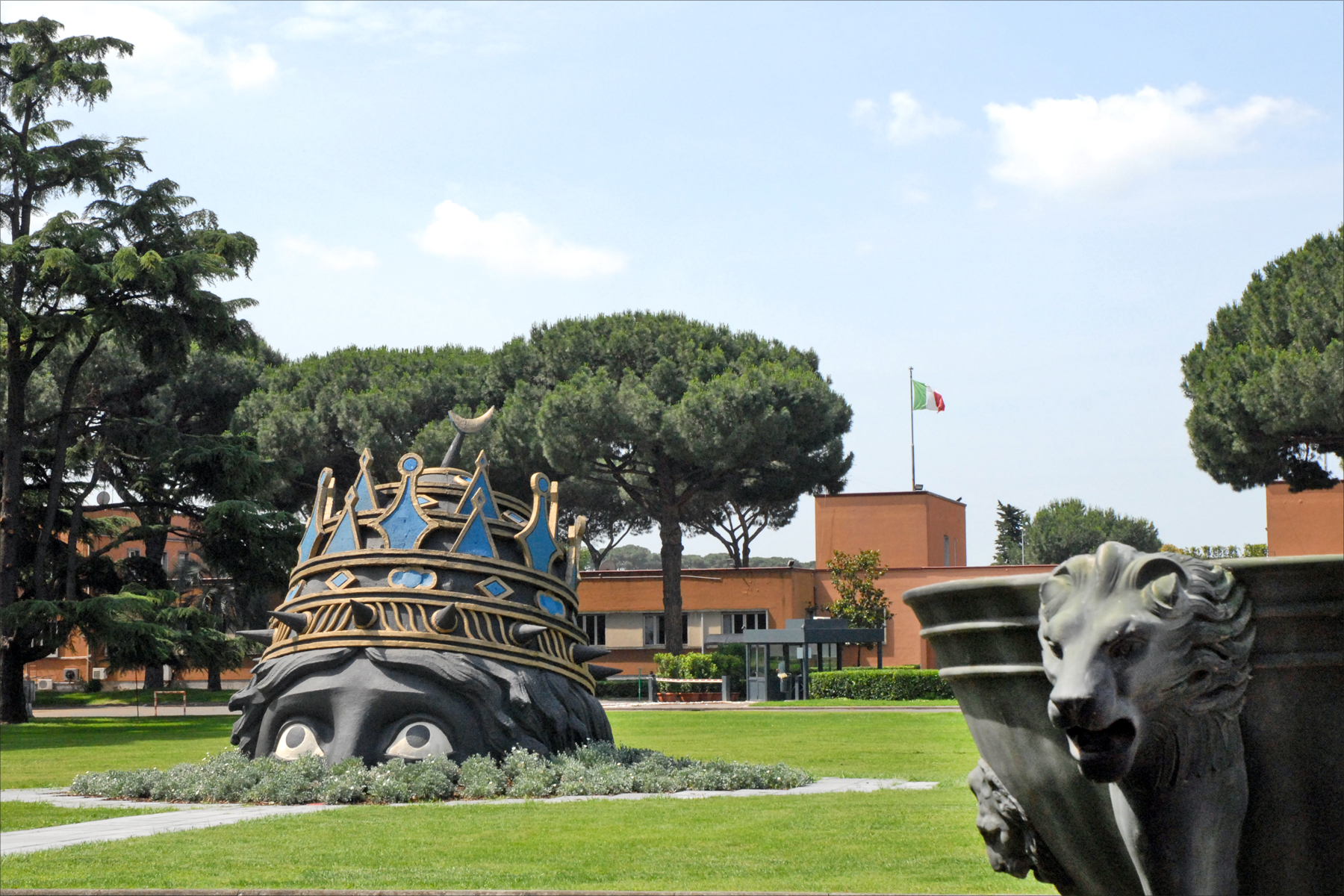
Eingang zu den Cinecittà Studios in Rom

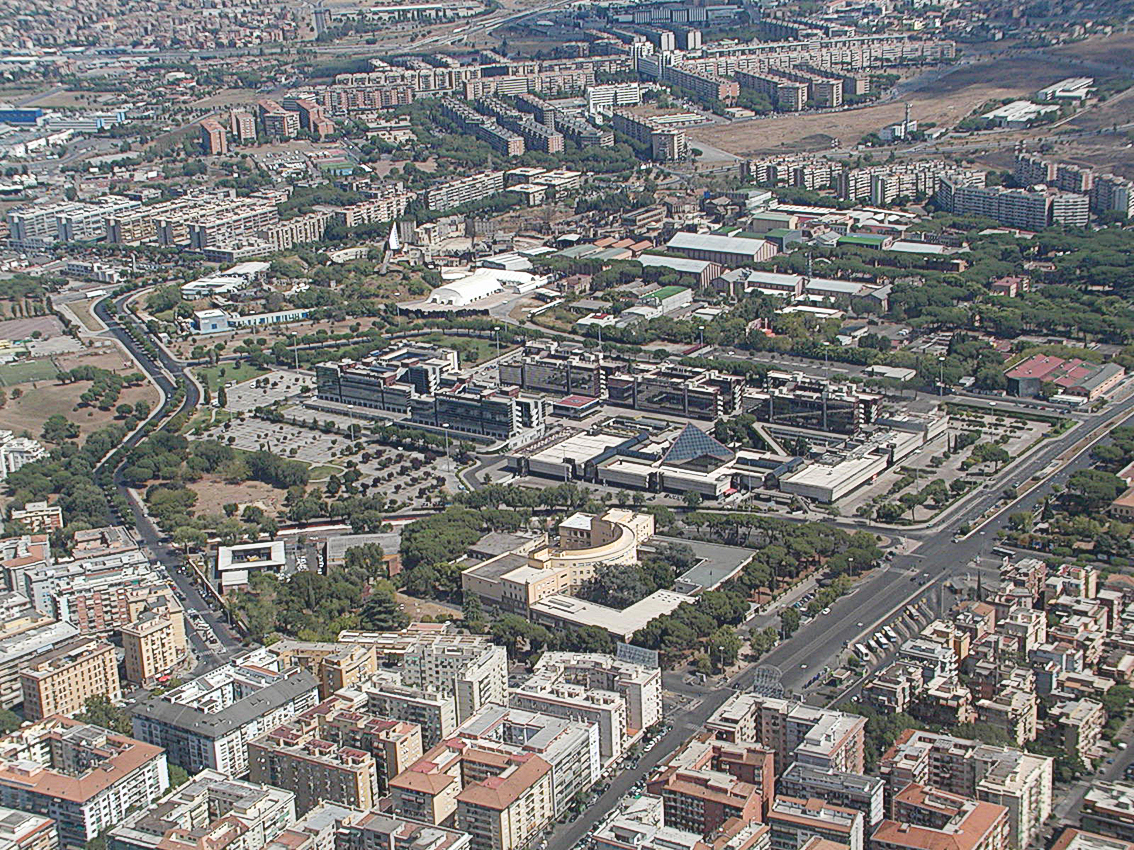
Studio di Cinecittà

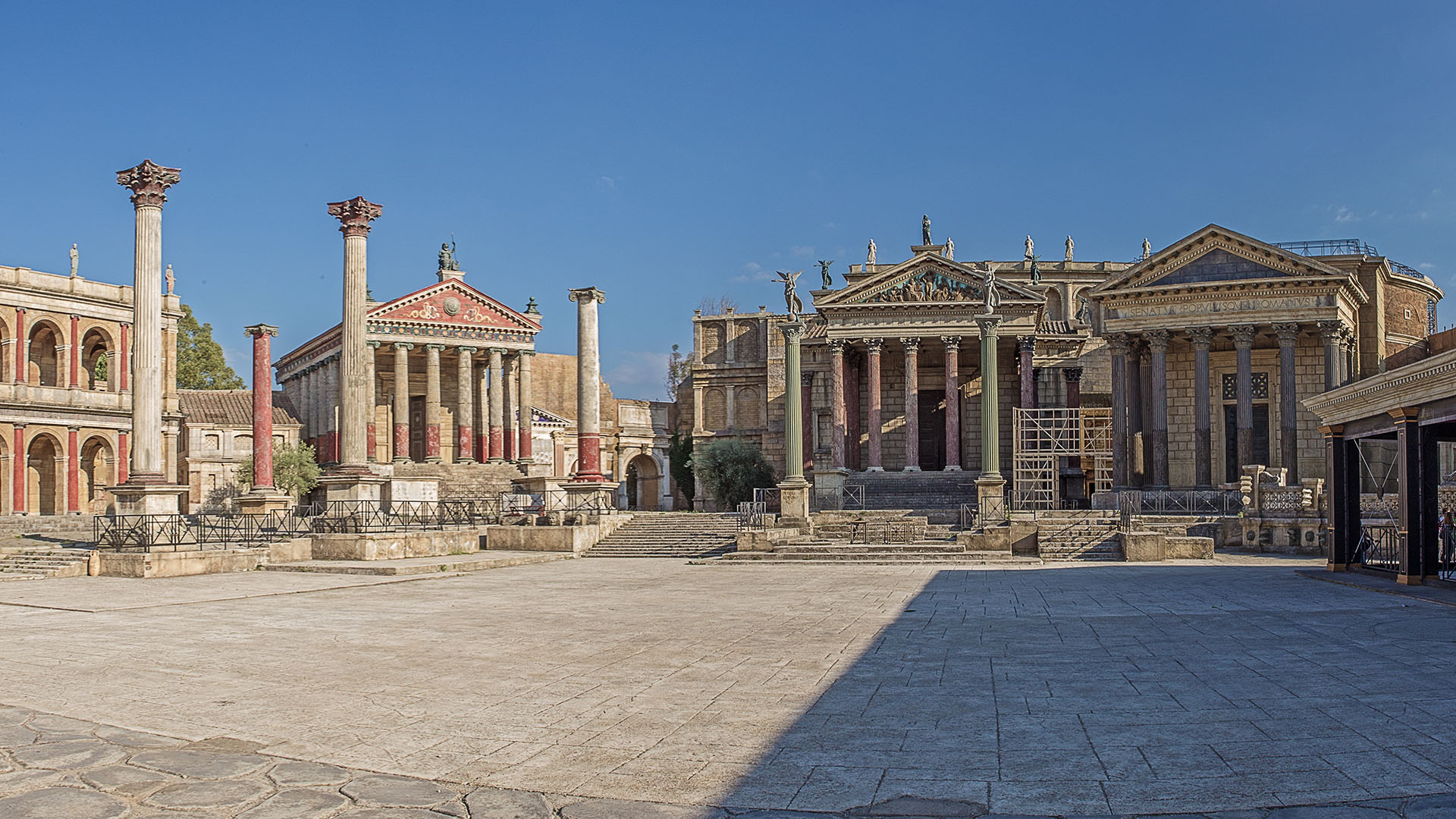
Set der Fernsehserie Rom in den Cinecittà Studios

Cinecittà [tʃinetʃitˈta] (italienisch für „Filmstadt“) ist ein Filmstudio-Komplex im Südosten von Rom an der Via Tuscolana (Q. XXIV Don Bosco).
Die Cinecittà Holding ist seit 2017 zu 100 % im Besitz des italienischen Ministeriums für Wirtschaft und Finanzen.

## Geschichte
Cinecittà wurde am 28. April 1937 durch Benito Mussolini eröffnet. Bis 1943 wurden etwa 300 Filme in der Cinecittà gedreht. Während des Zweiten Weltkriegs wurde die Cinecittà bombardiert. Nach dem Ende des Krieges, 1945, wurde von der US-amerikanischen Militärverwaltung in der Cinecittà ein DP-Lager zur Unterbringung sogenannter Displaced Persons eingerichtet. Das Lager, das zeitweise bis zu 1800 Bewohner hatte, war die zentrale Verwaltungsstelle für DPs in Italien.
Regisseure wie Alessandro Blasetti, Roberto Rossellini, Vittorio De Sica und Luchino Visconti haben dazu beigetragen, den Mythos der Filmwerkstätte zu begründen. Vor allem jedoch ist die Cinecittà mit dem Namen Federico Fellini verbunden. Fellini drehte dort ab La dolce vita jeden seiner Filme. Daneben diente das Studio in den 1950er Jahren auch als Filmstätte für US-amerikanische Produktionen wie Quo vadis? von Mervyn LeRoy, Ein Herz und eine Krone und Ben Hur von William Wyler.
Ab 1964 war die Cinecittà Produktionsstätte für Italowestern wie Für eine Handvoll Dollar. Für die Filme, die nun entstanden, waren vor allem die Regisseure Sergio Leone, Sergio Corbucci und Sergio Sollima verantwortlich.
1991 war das Studio 15 Austragungsort für den Eurovision Song Contest.
Nach einer Zeit nahe am Bankrott erfolgte im Jahr 1997 durch die italienische Regierung eine Privatisierung. Käufer war ein Privatkonsortium unter der Führung des Tod’s-Eigentümers Diego Della Valle. Anschließend wurden 25 Millionen Euro in die Modernisierung investiert. 1998 ging die Cinecittà Holding an die Börse, deren Mehrheitsanteileigner wiederum der italienische Staat wurde.
In den 2000er Jahren war dort der Drehort für Martin Scorseses Gangs of New York und für Mel Gibsons Die Passion Christi. Bei einem schweren Brand in der Nacht zum 10. August 2007 wurde eine 2.000 m² große Halle mit Kulissen und Requisiten zerstört.
2004 wurden als Joint Venture mit Dino De Laurentiis und der Sanam Holding die CLA Studios in Ouarzazate, Marokko, gegründet. 2014 wurde im römischen Stadtteil Castel Romano der Freizeitpark Cinecittà World eröffnet.
2017 kaufte der italienische Staat die Studios von dem Privatkonsortium zurück.